# Borut Petrič
Borut Petrič (Kranj, 28 dicembre 1961) è un ex nuotatore jugoslavo, dal 1992 sloveno.
Anche suo fratello, Darjan, era un nuotatore professionista.

## Carriera
Fortemente specializzato nello stile libero e nei misti, vinse, all'apice della carriera, la medaglia d'oro nei 400m stile libero ai campionati europei di Spalato 1981.
Fu eletto anche miglior atleta della anno in Jugoslavia nel 1981.
Partecipò a 3 olimpiadi consecutive: Montréal 1976, Mosca 1980 e Los Angeles 1984.

## Palmarès
- Mondiali

Berlino 1978: argento nei 1500m stile libero.
- Europei

Jönköping 1977: bronzo nei 1500m stile libero.
Spalato 1981: oro nei 400m stile libero e argento nei 1500m stile libero.
Roma 1983: argento nei 400m e 1500m stile libero.
- Giochi del Mediterraneo

Spalato 1979: oro nei 400m stile libero e nei 400m misti, argento nei 200m stile libero.
Casablanca 1983: oro nei 200m stile libero e bronzo nei 400m stile libero e nei 200m misti.